# Louis-Henri Constançon
Louis-Henri Constançon, né le 19 juillet 1785 à Orbe et mort le 17 octobre 1873 à Orbe, est un juge et une personnalité politique suisse.

## Biographie
De confession protestante, originaire d'Orbe et d'Envy, Louis-Henri Constançon est le fils de Benjamin Louis Constançon, pasteur, et de Marie-Françoise Odin. Il épouse Marie Louise Charlotte Odin. Il fait des études de philosophie à l'académie de Genève en 1804 avant d'exercer comme juge au tribunal de district d'Orbe. Il est major dans l'armée suisse.

### Parcours politique
Louis-Henri Constançon est membre du Parti libéral. Il est député au Grand Conseil vaudois de 1820 à 1845. Libéral modéré, il est élu en 1831 au Conseil d'État et en démissionne en 1840. En juin 1845, après la Révolution radicale de 1845, il fonde avec les anciens conseillers d'État Louis Ruchet et Jean-Louis Demiéville une « Association libérale » en réponse à l'Association patriotique des radicaux et un nouveau journal libéral, L'Indépendant,.